# 登野城佑真
登野城佑真（1992年3月10日—），是一位出身於日本東京都、隸屬於Jobby Kids的男演員。其特長為打棒球和網球；足球則是他的興趣。

## 演出

### 電影
- 釣魚傻瓜日誌15（松竹、2004年）。
- 狼少女（BASARA Pictures、2005年）飾演市川俊二。

### 電視劇
- 女人與愛與Mystery 「不倫調查員片山由美4 京都・宇治伏見殺人慕情」（東京電視台、2003年）飾演春樹。
- 菊次郎與早紀（朝日電視台、2003或2005年（確實參演輯數不明））飾演大林。
- 真實的恐怖故事夏之特別篇2004「在隧道裡的少年」（富士電視台、2004年）。
- 真實的恐怖故事 「那裡有東西」（第2輯、第11集）（富士電視台、2005年）飾演信介。
- 週一Mystery劇場 橫山秀夫Suspense Monochorme的反轉（東京廣播公司、2005年）。
- 女王的教室（日本電視台、2005年）飾演6年3班學生黑木秀樹。
- 唯愛（日本電視台、2006年）。
- 演歌女王（日本電視台、2007年）。
- 我們的教科書（富士電視台、2007年）飾演山藤拓巳。
- BATTERY（日本放送協會、2008年）飾演奧平。
- 刑事一代 平塚八兵衛之昭和事件史（朝日電視台、2009年）飾演平塚正雄。

### 其他電視節目
- （綜藝節目）（日本電視台、2002-2004年（確實出席集數不詳））
- TIN TIN TOWN!（兒童節目）（日本電視台、2002-2004年（確實出席集數不詳））
- （資訊節目）（富士電視台、2003-2004年（確實出席集數不詳））

### 廣告
- Skylark（家庭式餐館）

### 音樂錄影帶
- SMAP「給朋友～Say What You Will～」
- KILLING SKILL 48「KILLING SKILL 48」

### 舞台劇
- 系列舞台劇
  - vol.3「大正浪漫探偵譚」（2013年7月）
  - vol.4「咒解傳」（2013年10月）
  - vol.5「WILDHALF～奇蹟的確率～」（2014年1月）
  - vol.6「HIDEYOSHI」（再演）（2014年3月）
- 「NARUTO」（2015年）
- 網球王子舞台劇第三季（2015年 - ）飾演新渡米稻吉。
  - 青學vs山吹（東京巨蛋城表演廳等等、2015年12月24日 - 2016年2月21日）
  - TEAM Live YAMABUKI（AiiA 2.5 Theater Tokyo等等、2016年3月18日 - 20日、3月30日 - 4月3日）
  - Dream Live2016（橫濱國際平和會議場國立大HALL等等、2016年5月13日 - 5月22日）
- Bug Busters 3（俳優座劇場、2017年11月29日 - 12月3日）飾演下柳達哉。
- 偶像★進行曲系列舞台劇
  - （Sunshine劇場（日语：サンシャイン劇場）、2018年2月23日 - 3月1日）飾演黎朝陽。
  - （東京國際論壇 Hall C、2018年7月16日）飾演黎朝陽。
  - （Theatre 1010（日语：シアター1010）、2019年4月21日）每天更替嘉賓演出。
  - （調布市Green Hall（日语：調布市グリーンホール）、預定於2019年7月27日公演）。
- （THEATRE G-ROSSO（日语：シアターGロッソ）、2018年6月30日 - 7月1日、7日 - 8日）飾演土岐結人。
- Otona Project系列舞台劇
  - 第十七彈 演劇單元第七回全校集會 （CBGK澀劇!!（日语：CBGKシブゲキ!!）、2018年7月25日 - 29日）飾演通心粉王子。
  - 第二十二彈 演劇單元第八回全校集會 （Theatre sunmall（日语：シアターサンモール）、2019年3月13日 - 17日）飾演。
- （新宿村LIVE、2018年10月31日 - 11月4日公演）飾演。
- 澀谷Nicholsons×Monkey Works.合作舞台公演（草月Hall（日语：草月ホール）、2021年9月8日 - 12日）（公演延期）。
- （草月Hall、2021年11月17日 - 21日）。

### 其他
- NTT Web Movie 第1集「生病了的PC Man」（2005年）聲演PC Man。

## 外部連結
- 官方個人詳細資料